# Angela Baumgartner
Angela Baumgartner (* 20. Mai 1969 in Mistelbach, Niederösterreich) ist eine Politikerin der Österreichischen Volkspartei (ÖVP) und gehört seit dem 9. November 2017 dem Österreichischen Nationalrat an. Seit Herbst 2014 ist sie Bürgermeisterin von Sulz im Weinviertel.

## Leben
Angela Baumgartner ist seit 2010 in der Politik aktiv und war bis 2014 Teil des Gemeinderates in Sulz. Am 8. September 2014 folgte sie Franz Pirkner als Bürgermeisterin nach. Sie ist Gemeindeparteiobfrau der ÖVP Sulz im Weinviertel und Mitglied des Österreichischen Bauernbundes. Baumgartner war Listenerste im Wahlkreis 3G – NÖ Ost bei der Nationalratswahl in Österreich 2017 und gehört seit November dem Nationalrat an.
Baumgartner ist verheiratet und Mutter von zwei Söhnen.